# 송맹경
송맹경(宋孟璟, 1491년 ~ 1565년 2월 7일)은 조선 중기의 무신, 군인으로 본관은 여산이고, 자(字)는 백규(伯圭), 장조(將曹)이다. 광원군 이극돈의 외손자(外孫子)이다.
1513년(중종 8년) 무과(武科)에 급제, 선전관, 황주목사, 1528년(중종 23년) 형조정랑을 거쳐 순천군수로 나갔다가 1533년 숙천부사, 한성부서윤, 장흥부사 등을 역임했다. 1538년 길주목사에 임명되었다가 체직되고, 1541년(중종 36년) 절충장군과 제포첨사 등을 역임했다. 1542년 경상좌도수군절도사, 1543년(중종 38년) 첨지중추부사, 1544년 가선대부로 승진, 회령부사, 의주목사, 1549년(명종 5년) 동지중추부사, 이후 경상좌도수군절도사를 거쳐 병조참판이 되었다가, 1551년(명종 7년) 첨지중추부사, 1561년 의흥위대호군을 거쳐 회양부사 등을 역임했다. 호조판서 윤탁연의 장인이고, 임진왜란 때 순절한 윤경원의 외할아버지이다. 경기 광주 출신.

## 생애
경기도 광주에서 태어났으며 증조부는 부안현감 증 통례원좌통례 송관(宋觀)이고, 할아버지는 생원 증 사복시정과 증 승정원좌승지에 추증된 송윤은이고, 아버지는 정주목사 증 병조참판 송수(宋壽)이고, 어머니는 광주이씨로 의정부좌찬성을 지낸 광원군 익평공 이극돈의 딸이다.
1513년(중종 8년) 무과(武科)에 급제, 바로 선전관이 되고 1517년 부친상으로 관직을 사직하고, 1519년 3년상을 마치고 승진, 도총부 총관, 황주목사, 1528년 형조정랑, 순천군수(順川郡守), 1533년 숙천부사(肅川府使)로 전임되었다가 그 해 한성부서윤이 되고, 장흥부사로 나갔다.
이후 임기를 채우고 1538년(중종 33년) 8월 길주목사에 임명되었으나, 기근 때문에 구황할 일이 매우 급한데 전라도 곡식이 익지 않았다며, 관원의 전임(轉任)은 영접과 전송에 폐만 끼칠 뿐 아니라 기근 구황의 일을 늦추게 만든다며 사간원의 반대로 취소되었다. 1540년(중종 35년) 5월 7일 병조에서 장수(將師)에 적임자로 천거되었다. 이때 대마도의 행보가 수상하다 여긴 그는 그해 11월 첩보(牒報)를 보내 '대마도 도주에게 보내는 모든 서류의 내용을 제포에서는 알지 못하여 혹시라도 문답(問答)의 일에 잘못 대답을 할까 염려된다.' 하였다. 1541년(중종 36년) 절충장군으로 승진, 그해 7월 5일 제포 첨절제사(薺浦僉節制使)에 임명되었다. 1542년 경상좌도수군절도사, 1543년(중종 38년) 첨지중추부사를 거쳐, 그해 12월 29일 내지의 수령으로 천거하였다가 사간원의 반대로 취소하였다.
1544년(인종 1) 가선대부로 승진, 회령부사, 1546년(명종 2) 늙으신 어머니 부양을 위하여 방어사직에서 사직을 청하였으나 받아들여지지 않았다. 이후 의주목사(義州牧使)가 되었다. 1547년(명종 2년) 8월 21일 어머니 광주이씨가 상언(上言)을 올려 스스로 노병(老病)임을 말하고 맹경을 체직시켜 서로 만나볼 수 있게 해달라고 청하였으나, 의주(義州)는 서방(西方)의 중진(重鎭)으로서 변장(邊將)을 맡길 만한 사람이 많지가 않다는 우의정 정순붕의 상계로 거절되었다. 1549년(명종 4) 동지중추부사, 이후 경상좌도수군절도사를 거쳐 병조참판이 되었다가, 1551년 12월 6일 첨지중추부사, 이후 지방으로 부임하였다. 1553년 실록의 사관은 '탐욕스럽고 거짓된 자들이 곤수(閫帥, 지방관)가 되어 군민들을 괴롭'힌다고 비판하였다. 이후 병마절도사로 부임하였다.
1560년(명종 15년) 9월 행의흥위대호군(行義興衛大護軍)이 되었다가, 1561년(명종 16년) 2월 7일 강원도 회양부사(淮陽府使)로 부임했다. 1563년 8월 임기가 만료되어 체직되었다. 1564년 동지중추부사가 되고 첨지중추부사, 동지중추부사, 훈련원 도정, 겸 부총관, 내금위장, 겸 오위장 등을 역임했다. 1565년(명종 20년) 2월 7일 임소에서 사망하였다.

### 사후
왕명으로 치부하고 예장하였다. 그 해 5월 경기도 광주군 돌마면 상대원리 음촌(陰村, 현 성남시 수정구 복정동 응달말(음촌(陰村)) 부락) 선영 근처에 이장되었다.

## 가족 관계
동생 송숙경은 아들이 없어 6촌 송호의 아들 송희성을 양자로 삼았다. 그러나 그도 훗날 아들 송성, 서자 송의생의 아들대에 모두 후사가 단절되어 후일 6촌 송호의 아들을 사후양자로 입양하게 되었다.
- 할아버지 : 송윤은
- 아버지 : 송수(宋壽, 1470년 ~ 1517년)
- 어머니 : 광주이씨, 의정부좌의정 이극돈의 딸
  - 동생 : 송숙경(宋叔璟)
    - 양 조카 : 송희성(宋希聖)

  - 동생 : 송말경(宋末璟)
  - 동생 : 송범경(宋範璟)
  - 동생 : 송승경(宋承璟)
- 부인 : 안동권씨, 집의 권세형(權世衡)의 딸
  - 아들 : 송성(宋誠)
  - 며느리 : 한산이씨(韓山李氏), 관찰사 이언호(李彦浩)의 딸
  - 아들 : 송눌(宋訥), 미혼으로 요절
- 부인 : 서산 류씨 - 봉사 류형원(柳亨源)의 딸, 효령대군의 3남인 보성군의 서외손녀
  - 사위 : 우계 이씨 이용(李庸+戈), 부 참판 광식(光軾)
  - 사위 : 칠원 윤씨 윤탁연(尹卓然, 1538년 5월 15일 ~ 1594년 5월 28일), 부 현감 윤이(尹伊)
    - 외손자 : 윤경원(尹慶元)
    - 외손자 : 윤길원(尹吉元)

  - 사위 : 이삼성(李三省), 전주인, 부 부계(溥繼)
    - 외손자 : 이원서(李元瑞), 가선

  - 양자 : 송희민(宋希敏, 1556년 6월 7일 ~ 1617년 8월 2일), 6촌 송호(宋湖)의 아들
  - 양며느리 : 전주이씨(1534년 9월 7일 ~ ?년 1월 27일), 참봉 이중의(李重義)의 딸
    - 양 손자 : 송일(宋逸, ? ~ 1695년 12월 24일)
    - 양 손부 : 합천백씨, 판관 백정홍(白廷弘)의 딸
    - 양손녀사위 : 윤상은(尹相銀), 파평윤씨
    - 양손녀사위 : 이일민(李逸民), 전주이씨
    - 양손녀사위 : 신욱(申煜), 평산신씨
- 첩 : 이름 미상
  - 서자 : 송송(宋山+松)
    - 외손녀사위 : 김희려(金希呂), 자 계남(系男)

  - 서자 : 송의생(宋義生)
    - 서손자 : 송상립(宋尙立), 무과 부호군

  - 서녀사위 : 허문(許雨+文), 참봉, 양천인
    - 외손자 : 허완(許日+宛), 첨정
    - 외손자 : 허도(許悼), 봉사
    - 외손자 : 허재(許日+栽), 첨정
    - 외손녀사위 : 오영남(吳英男), 주부

  - 사위 : 이무생(李茂生), 전주인
    - 외손자 : 이징필(李澄泌)
    - 외손녀사위 : 유몽남(柳夢男)
- 외조부 : 이극돈(李克墩, 1435년 ∼ 1503년 2월 27일)
- 장인 : 권세형(權世衡)
- 장인 : 이언호(李彦浩, 1477년 ~ 1519년)

## 기타
그는 면앙 송순(宋純)과 시문을 주고 받았는데, 송순이 그에게 보낸 시 2수가 송순의 저서 면앙집에 실려 있다. 그밖에 소세양(蘇世讓) 등과도 교류하였다.

## 참고 자료
- 호음잡고 제7권, 有明朝鮮國 贈嘉善大夫兵曹參判兼同知義禁府事行通訓大夫定州牧使宋公墓碣銘 幷序

## 같이 보기
- 이극돈
- 이인손
- 송수
- 윤탁연
- 이용
- 윤길원
- 윤경원

## 참고 문헌
- 중종실록
- 명종실록
- 중호선생문집
- 면앙집
- 양곡집
- 범허정집